# Acanthurus gahhm
Acanthurus gahhm е вид лъчеперка от семейство Acanthuridae.

## Разпространение
Видът е разпространен в Джибути, Египет, Еритрея, Йемен, Израел, Йордания, Саудитска Арабия, Сомалия и Судан.